# Sphyrapicus
Sphyrapicus este un gen de ciocănitori din America de Nord.

## Taxonomie și sistematică
Genul Sphyrapicus a fost introdus în 1858 de naturalistul american Spencer Baird, specia tip fiind Sphyrapicus varius. Numele genului combină greaca veche sphura care înseamnă „ciocan” și pikos care înseamnă „ciocănitoare”. Genul este soră cu genul Melanerpes; ambele genuri sunt membre ale tribului Melanerpini din subfamilia ciocănitoarelor Picinae.

### Specii
Există patru specii recunoscute în prezent:
- Sphyrapicus nuchalis
- Sphyrapicus ruber
- Sphyrapicus thyroideus
- Sphyrapicus varius